# Rösjö mosse
Rösjö mosse este o arie protejată (arie specială de conservare — SAC, sit de importanță comunitară — SCI, arie de protecție specială avifaunistică — SPA) din Suedia întinsă pe o suprafață de 1.723,7 ha, integral pe uscat.

## Localizare
Centrul sitului Rösjö mosse este situat la coordonatele 58°15′52″N 13°23′12″E / 58.2645°N 13.3868°E.

## Înființare
Situl Rösjö mosse a fost declarat sit de importanță comunitară în aprilie 2004 pentru a proteja 19 specii de animale. Alte tipuri de protecție:
- arie de protecție specială avifaunistică (în aprilie 2004)[5]
- arie specială de conservare (în martie 2011)[4][6][7]

## Biodiversitate
Situată în ecoregiunea boreală, aria protejată conține 3 habitate naturale: Mlaștini alcaline, Turbării active, Mlaștini turboase de tranziție și turbării mișcătoare.
La baza desemnării sitului se află mai multe specii protejate de  păsări (19): rață pitică (Anas crecca), cocoșul de mesteacăn (Bonasa bonasia), Bucephala clangula, caprimulg (Caprimulgus europaeus), lebădă de iarnă (Cygnus cygnus), lebădă de vară (Cygnus olor), becațină comună (Gallinago gallinago), ciuvică (Glaucidium passerinum), cocor (Grus grus), culic mare (Numenius arquata), bătăuș (Philomachus pugnax), ploier auriu (Pluvialis apricaria), corcodel mare (Podiceps cristatus), sitar de pădure (Scolopax rusticola), cocoșul de mesteacăn (Tetrao tetrix tetrix),  cocoș de munte (Tetrao urogallus), fluierar de mlaștină (Tringa glareola), fluierarul de zăvoi (Tringa ochropus), nagâț (Vanellus vanellus)